# Hans Großmann (Mediziner)
Hans Großmann (* 14. März 1895 in Forst bei Ansbach; † 11. August 1973 in Bad Oeynhausen) war ein deutscher Mediziner und Hygieniker.

## Leben und Wirken
Nachdem er 1914 auf dem Alten Gymnasium in Nürnberg seine Reifeprüfung abgelegt hatte, begann Großmann ein Medizinstudium an der Universität Erlangen und meldete sich freiwillig zum Sanitätsdienst. Seit 1914 war er Mitglied der Burschenschaft der Bubenreuther. Er wurde ab 1915 bei der Feldartillerie eingesetzt und Ende 1917 als Vizewachtmeister zur Reserve entlassen. Ab September 1918 studierte er Medizin in Würzburg. Als Angehöriger des Freikorps Epp nahm er 1919 an der Niederschlagung der Münchner Räterepublik teil. In Würzburg wurde Großmann 1922 approbiert und mit einer Dissertation „Über Gehirnoperationen im Allgemeinen, im besonderen über Decompressionsoperationen am Schädel“ promoviert.
Großmann übernahm anschließend eine Assistenzstelle an der Universitätspoliklinik Würzburg und wurde 1924 wissenschaftlicher Hilfsarbeiter bei einer Forschungsstelle, die Experimente an Syphilispatienten durchführte. Ab 1925 war er am Hygieneinstitut der Universität Freiburg tätig, wo er eine Fachausbildung in Bakteriologie und Serologie absolvierte. Ab 1931 war er Assistenzarzt an der Universität Göttingen. Dort habilitierte er sich 1932 mit „Untersuchungen über das Vorkommen von Bakterien, insbesondere Streptokokken bei weißen Mäusen, zugleich Beiträge zur Streptokokkenfrage“. An der Universität Greifswald wurde er auf Grund dieser Schrift auf die Berufungsliste für den Lehrstuhl für Hygiene und Bakteriologie gesetzt.
Zum 1. Mai 1933 trat Großmann der NSDAP bei (Mitgliedsnummer 2.371.647). Auch der SA und dem NSDÄB gehörte er an. 1934 wurde er als Oberassistent an den Lehrstuhl für Bakteriologie und Hygiene an der Universität Greifswald berufen. Dort forschte er zu Pneumokokken, Cholera, Streptokokken, Typhus und Paratyphus. Zwar wurde Großmann in Greifswald turnusgemäß zum nichtbeamteten, außerordentlichen Professor berufen, aber von Kurt Herzberg genötigt, sich anderweitig in der Verwaltung zu bewerben.
Im August 1938 übernahm Großmann einen Abteilungsvorstand im Hygieneinstitut Landsberg an der Warthe. Eine Umhabilitierung an die Universität Berlin wurde 1940 abgelehnt, wodurch Großmanns venia legendi erlosch. Trotzdem wurde er 1941 auf eine Professur für Hygiene und Bakteriologie an der Reichsuniversität Posen berufen. Dem Historiker Henrik Eberle zufolge war Großmann dort wahrscheinlich aktiv an Medizinverbrechen beteiligt. Das Hygienische Institut der Universität Posen führte auf Anweisung des Gauleiters des Warthelands, Arthur Greiser, Kontrollen in verschiedenen Städten durch. Aufgrund der Empfehlungen des Instituts wurden mehrere Hundert Polen und Juden aus Litzmannstadt und anderen Orten ermordet, die an Tuberkulose erkrankt waren. Großmann forschte experimentell zur Syphilis und Weil-Krankheit. Letztere wurde durch den Urin von Ratten verursacht und trat vor allem in Konzentrationslagern und Ghettos auf.
Nach Kriegsende arbeitete Großmann ab 1945 als Bakteriologe für die französische Militäradministration. Am Standortlazarett Bad Kreuznach publizierte er 1947 über die Filtrierung von Erregern des Paratyphus. Ab 1952 lebte er in Bad Münster am Stein und später in Bad Oeynhausen. Als Professor emeritus war er der Universität Münster zugewiesen.